# たりないふたり
『たりないふたり-山里亮太と若林正恭-』（たりないふたり やまさとりょうたとわかばやしまさやす）は、2012年4月4日から同年6月20日まで日本テレビで水曜日1:29 - 1:59に放送されたバラエティ番組。また、「たりないふたり」は山里亮太（南海キャンディーズ）と若林正恭（オードリー）からなる漫才コンビ名としての意味も包含する。
番組の正式タイトルは『たりないふたり-山里亮太と若林正恭- The (without) gentle and The (without) sociability.』。
続編として『もっとたりないふたり』が2014年4月12日から同年6月28日まで土曜日 1:58 - 2:28に同局で放送された。
2019年11月3日、『さよなら たりないふたり～みなとみらいであいましょう～』と題し、横浜ランドマークタワーにて、約5年ぶりに漫才を披露した。ライブの模様は『さよならたりないふたり テレビver.～』として、同年12月31日 1:59 - に同局で放送された。
2020年には『たりないふたり2020〜春夏秋冬〜』として同年度内、季節ごとに放送される予定であったが、冬の公演は新型コロナウイルス感染症感染拡大の影響で、延期となった。
その後、2021年5月31日に『明日のたりないふたり』と題して、東京・下北沢にて無観客配信ライブを実施。この公演をもって、コンビを解散した。同年12月12日には『明日のたりないふたり 特別版』として、全国の映画館で1日限定上映された。

## 内容
2009年に日本テレビが主催して開催されたお笑いライブ『潜在異色』及び、2010年1月16日から3月27日まで放送された同名の番組のスピンオフ企画。
人見知りで社交性・恋愛・社会性の”たりない”ふたりが、コンプレックスを生かした漫才やコントを披露する。

## 出演者
- 山里亮太（南海キャンディーズ）
- 若林正恭（オードリー）

## スタッフ

### たりないふたり
- 企画・演出 - 安島隆
- ナレーター - 古市幸子→山下美穂子（日本テレビアナウンサー）
- 構成 - 成瀬正人、林田晋一、佐藤満春（どきどきキャンプ）
- TM - 小椋敏宏
- カメラ - 高橋元弘
- 音声 - 飯島秀和
- 照明 - 高橋明宏
- 音効 - 小田切暁
- モニター - 小内一豊
- 美術プロデューサー - 大川明子
- デザイン - 熊崎真知子（日テレアート）
- 編集 - 加納敏行（読売映像）
- MA - 安藤隆司（読売映像）
- ロケ技術 - NiTRO
- 広報 - 友定紘子
- TK - 長坂真由美
- デスク - 富重裕子
- 編成企画 - 植野浩之
- 編成 - 脇山浩一→横田崇
- 営業 - 川北愛子
- コンテンツファンド事業部 - 小林将高
- VAP - 田原英司、宮崎孝行
- イベント事業部 - 岩本公平
- 協力 - 片山勝三、栗村香織
- AP - 平野綾音
- AD - 小野亮太、小田圭吾
- ディレクター - 双津大地郎、水口健司
- ラインプロデューサー - 毛利忍（以前はプロデューサー）
- プロデューサー - 佐藤俊一
- チーフプロデューサー - 松崎聡男
- 制作協力 - アンメック
- 企画・制作 - 日本テレビ
- 製作著作 - vap

### もっとたりないふたり
- 企画・演出 - 安島隆、新井秀和
- ナレーター - 杉上佐智枝（日本テレビアナウンサー）
- 構成 - 佐藤満春、成瀬正人、林田晋一、飯塚大悟、永井ふわふわ、谷口マサヒト
- TM - 木村博靖
- SW - 小林宏義
- CAM - 中村哲也
- MIX - 小原正広、滝口祐造
- VE - 塩原和益
- 照明 - 加藤恵介
- 音効 - 小田切暁
- モニター - 小内一豊
- 美術プロデューサー - 大川明子（日テレアート）
- デザイン - 熊崎真知子（日テレアート）
- 編集 - 松崎猛（オムニバス・ジャパン）
- MA - 水野貴浩（オムニバス・ジャパン）
- TK - 山際慎子
- 製作委員会 - 篠田大暢、堀越大、友定紘子
- デスク - 富重裕子
- AP - 平野綾音
- AD - 小野亮太、小松崎由実
- ディレクター - 水口健司、双津大地郎、平井正寿
- プロデューサー - 毛利忍、佐藤俊一
- チーフプロデューサー - 松崎聡男
- 制作協力 - アンメック
- 企画・制作 - 日本テレビ
- 製作著作 - 「もっとたりないふたり」製作委員会（D.N.ドリームパートナーズ、vap）

### たりないふたり2020秋
- 企画 - 安島隆
- 構成 - 佐藤満春、飯塚大悟
- TM - 木村博靖
- CAM - 岸田一彦
- AUD - 板橋翔
- 照明 - 千葉雄
- 編集 - 望月武（イカロス）
- MA - 小林竜輔（イカロス）
- 音効 - 小田切暁
- 美術 - 唐子尚樹
- デザイン - 熊崎真知子
- イラスト - 津島美樹
- 技術協力 - NiTRO
- 美術協力 - 日テレアート
- 編成 - 上田崇博
- 広報 - 三瓶篤樹
- ナレーター - 杉上佐智枝（日本テレビアナウンサー）
- デスク - 福井静
- 演出補 - 大室麻穂
- 演出 - 水口健司
- ディレクター - 中西正太
- プロデューサー - 渡邊文哉、城下直子、長島慎祐
- Hulu - 茶ノ前香、後藤直子
- チーフプロデューサー - 秋山健一郎
- 制作協力 - AXON
- 製作著作 - 日本テレビ

## 関連商品

### DVD
- たりないふたり-山里亮太と若林正恭- DVD-BOX（2012年8月22日発売、VAP）
- たりふたSUMMER JAM '12（2012年12月19日発売、VAP）
- もっとたりないふたり -山里亮太と若林正恭- DVD-BOX（2014年8月22日発売、VAP）
- たりふたSUMMER JAM '14 ~山里関節祭り~（2014年12月14日発売、VAP）

## イベント
- たりないふたり-山里亮太と若林正恭-presents たりふた SUMMER JAM '12 -We wanna be a human ASAP!-（2012年8月20日・21日、中野サンプラザ）
- たりふた SUMMER JAM '14 ―山里関節祭り―（2014年8月21日、渋谷公会堂）
- さよなら たりないふたり～みなとみらいであいましょう～（2019年11月3日、ランドマークホール）
- 明日のたりないふたり（2021年5月31日、北沢タウンホール）

## 備考
- 2012年5月15日の放送は、当番組の前に放送されている『SKE48のマジカル・ラジオ2』とのコラボレーションを行った。『マジカル・ラジオ2』に当番組から山里亮太（南海キャンディーズ）が出演し、当番組には『マジカル・ラジオ2』から木本花音（SKE48）が出演した。
- 2012年10月頃から2013年2月まで札幌テレビ（STV）でも放送した（土曜ないし日曜の夕方に放送されていた）。もっとたりないふたりの一部回も2016年3月からSTVにて穴埋めで放送されている。
- この番組のファンだったことからCreepy Nutsは2016年に「たりないふたり」という楽曲を制作した。2019年の番組イベントでは、イベント使用楽曲「たりないふたり さよなら ver」を新たに書き下ろした[8]。2021年の番組イベントではエンディングにサプライズゲストとしてCreepy Nutsの2人が登場し、「たりないふたり」「たりないふたり さよなら ver」、そして新たに書き下ろした「明日のたりないふたり」をメドレー形式で披露した[9]。
- 上記の経緯から2人が行うライブ公演は日本テレビ主催で実施されているが、2021年5月に行った解散ライブでは山里・若林がそれぞれ出演しているラジオ番組（『水曜JUNK 山里亮太の不毛な議論』・『オードリーのオールナイトニッポン』）の制作局（TBSラジオ・ニッポン放送）が後援として参加した[10]。